# Scharnhäuser

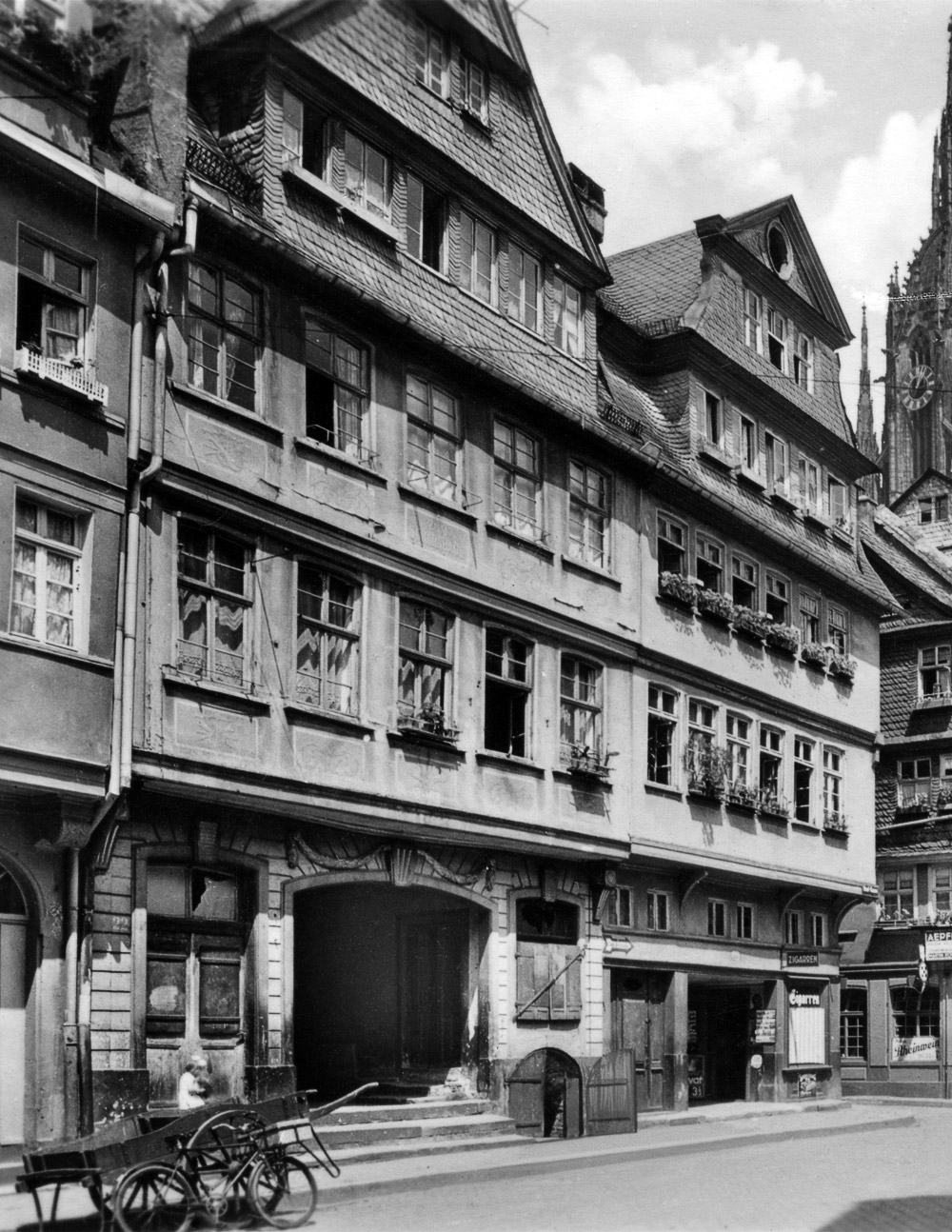
Die Scharnhäuser an der Saalgasse, kurz nach 1900

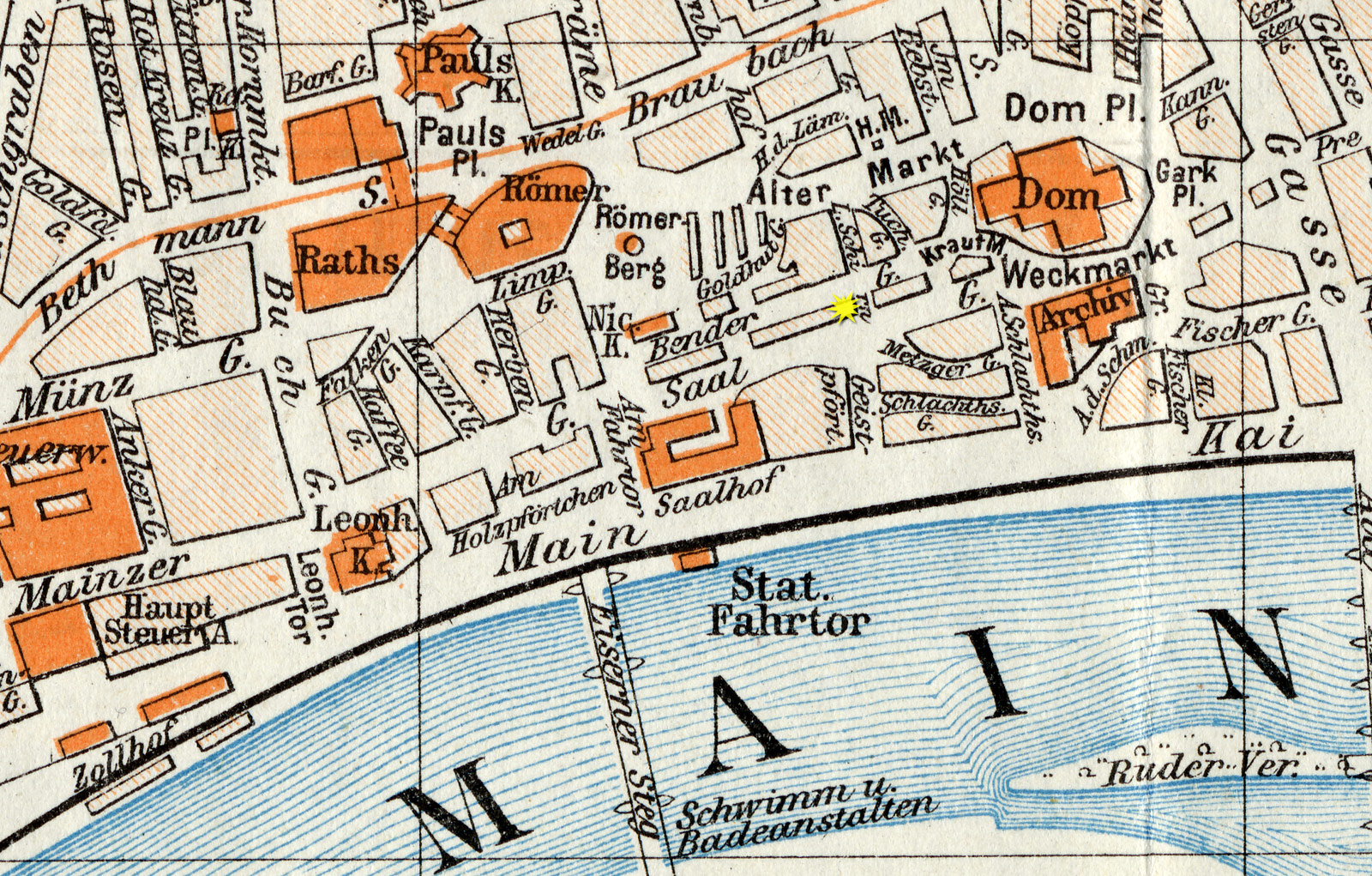
Position der Gebäude in der Frankfurter Altstadt

Die Scharnhäuser waren zwei nebeneinanderstehende historische Doppelhäuser in der Altstadt von Frankfurt am Main. Der Name Scharn stammt von der ursprünglichen Verkaufsfunktion, weshalb die Häuser in Teilen auch Alte und Neue Häringshock oder Drei Fische genannt wurden. Die Südfassade der Häuser zeigte zum Heilig-Geist-Plätzchen in der Saalgasse, die Nordseite zur Bendergasse kurz vor ihrer Kreuzung mit der Querverbindung Lange Schirn. Die Hausanschrift war Saalgasse 20/22 bzw. Bendergasse 13/11.
Die Häuser waren nicht nur namentliche, sondern auch bauliche Verwandte des berühmten, auf massiven Eichenholzsäulen gebauten Neuen Roten Hauses am Markt: Bei beiden Gebäuden waren die Erdgeschosse größtenteils in einen Durchgang zwischen Bender- und Saalgasse aufgelöst. Darüber hinaus hatte eines der Häuser dadurch zumindest im Frankfurter Raum eine gewisse Bekanntheit erlangt, als der junge Johann Wolfgang Goethe dort in der zweiten Hälfte des 18. Jahrhunderts für den damaligen Besitzer als Rechtsanwalt tätig war.
Im März 1944 verbrannten die Scharnhäuser bei den Luftangriffen auf Frankfurt mit der gesamten übrigen Altstadt, so dass sie zu den verlorenen Baudenkmälern und Goethestätten der Frankfurter Altstadt gezählt werden müssen. In den 1980er Jahren wurden die Parzellen der Gebäude wie die der übrigen Saalgasse mit postmodernen Stadthäusern überbaut.

## Geschichte

### Das Entstehen der Scharnhäuser im Mittelalter
Wie bei der Mehrzahl der Bauten der Frankfurter Altstadt existiert auch zu den Scharnhäusern keine Monographie, sondern nur eine Vielzahl von zunächst zusammenhangslosen Informationen in Form von archäologischen Befunden, urkundlichen Erwähnungen und wenigen Fotografien. Ferner gibt es einige architektonische Detailzeichnungen der so genannten Altstadtaufnahme aus den frühen 1940er Jahren sowie Aufzeichnungen der Gebrüder Treuner, auf denen ihr Modell der Frankfurter Altstadt basiert.

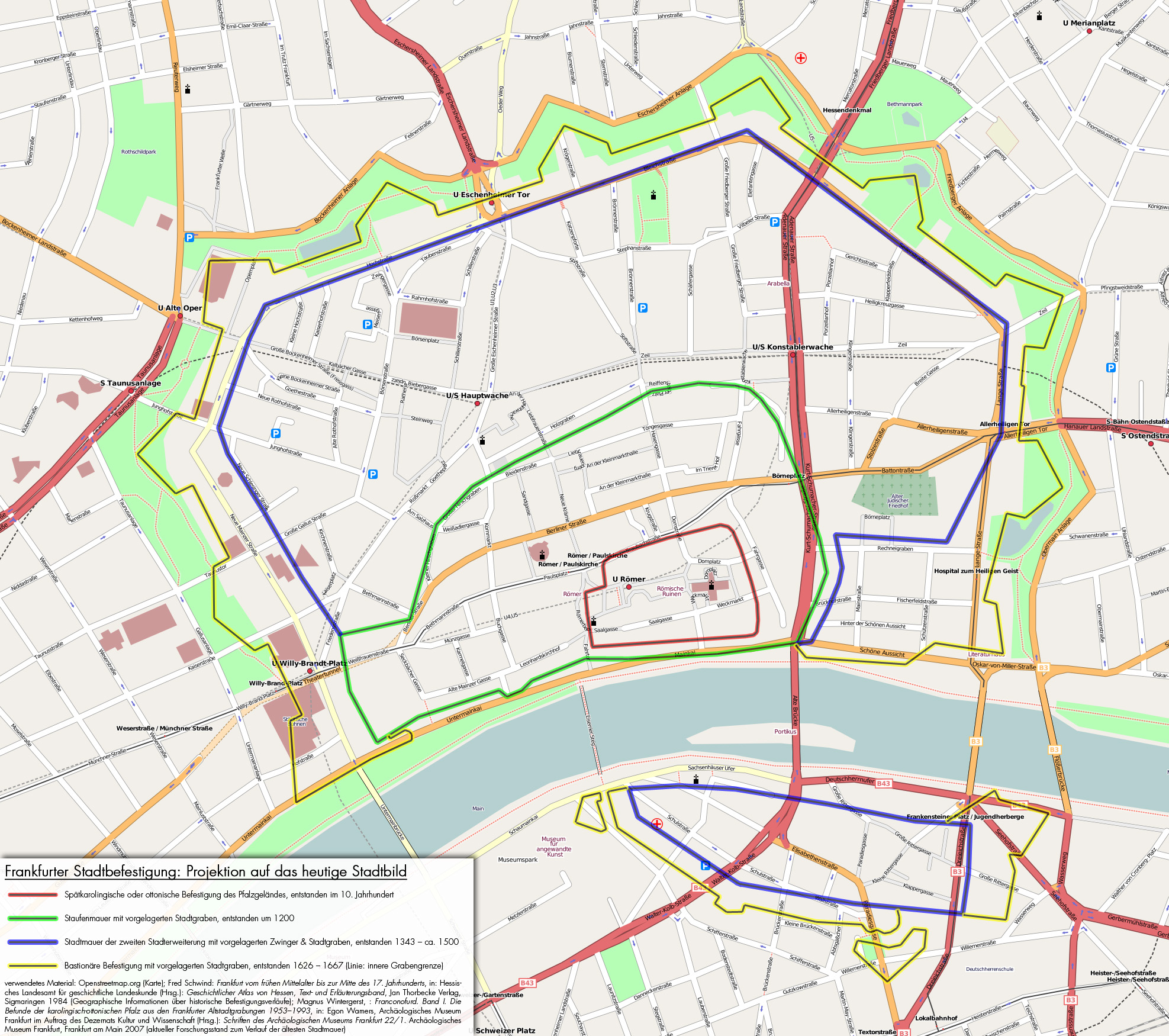
Saalgasse und Pfalzgelände im heutigen Stadtbild

Archäologische Grabungen haben gezeigt, dass die Saalgasse, vermutlich als östliche Verlängerung der Alten Mainzer Gasse, wohl schon in karolingischer Zeit eine befestigte Straße war. Zusammen mit dem ebenfalls für diese Zeit nachweisbaren Markt bildete sie die einzige Ost-West-Passage des um das Jahr 1000 befestigten Pfalzgeländes. Dass eine spätere Bebauung zuerst entlang beziehungsweise zwischen den beiden Straßen entstand, liegt nahe. Die genaue Zeit lässt sich nur schwer eingrenzen, dürfte aufgrund der ältesten romanischen Hauskeller jedoch kaum vor dem 11. Jahrhundert anzusetzen sein.

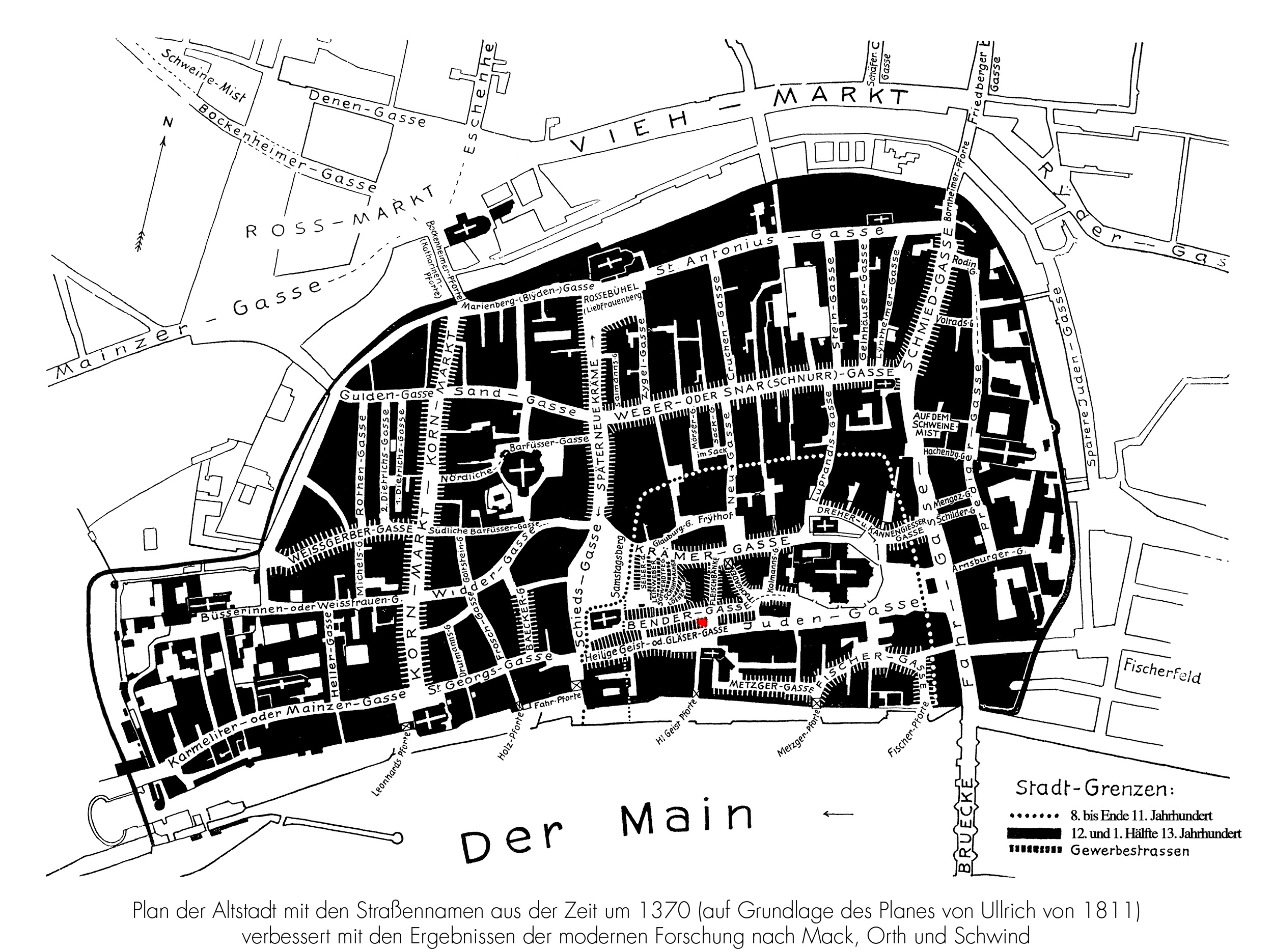
Die Frankfurter Altstadt um 1370

Die früheste, wenn auch nur indirekte urkundliche Erwähnung dessen, was sich an der Stelle der Scharnhäuser, also am nördlichen Rand der mittleren Saalgasse befand, ist in einer über das westliche Nachbarhaus Zum Arn ausgestellten Urkunde von 1324 zu finden. Grund für die Beurkundung war der Verkauf von 2 Mark Geld und 36 Mark Pfennig ewiger auf dem Haus lastender Gülte von einem Ritter Johann von Cleen und seiner Frau Kusa an den Frankfurter Bürger Hermann Knoblauch.
Bezüglich der Scharnhäuser ist in der vorgenannten Quelle u. a. die Rede vom „hus zum Aren daz da liget zu Franckenford by den nuwen Fleischarren kein dem hus, daz da heyzet zu der Hangenden Hant“. Es gab neben dem Nachbarhaus damals also einen offenen Verkaufsstand für Fleisch, der 1324 relativ neu gewesen sein muss. Mit dem ebenfalls in der Textpassage genannten Haus Zur hängenden Hand ist das gegenüberliegende Gebäude mit der Anschrift Saalgasse 23 gemeint, das seinen Namen vom Hauszeichen, einer an einer Kette hängenden hölzernen Hand, trug.

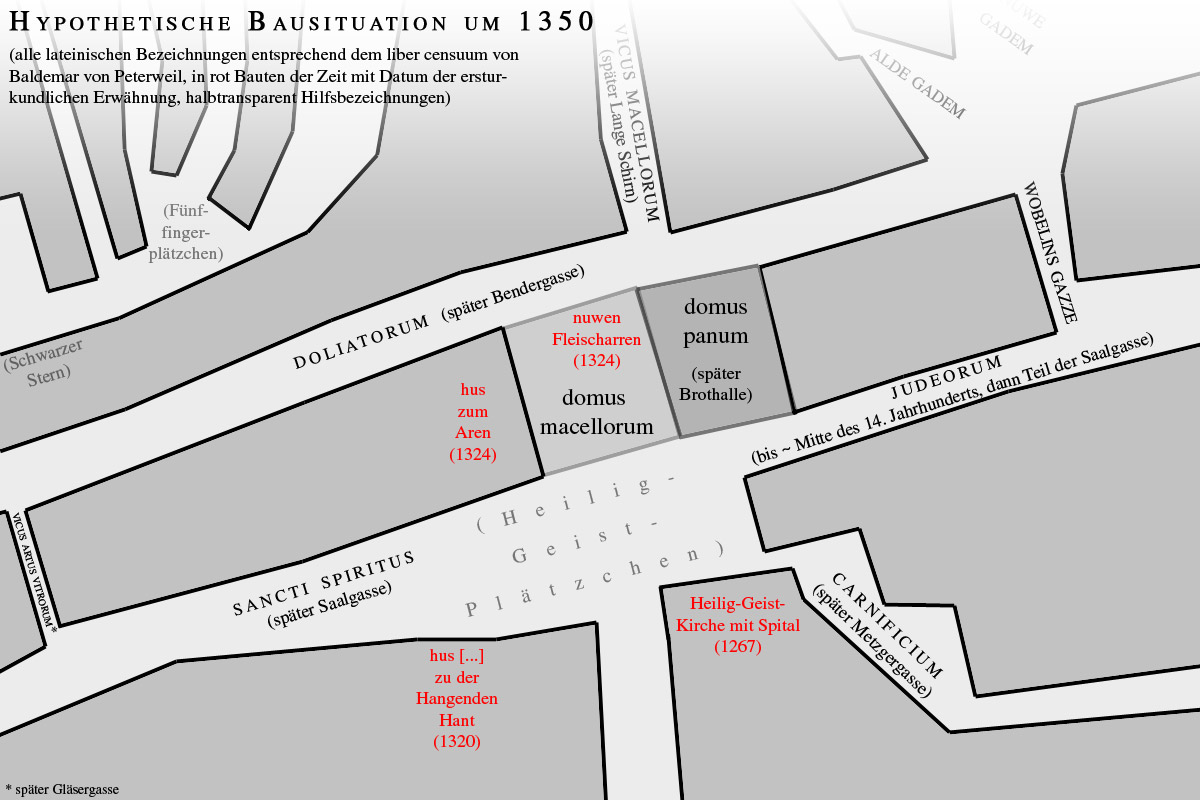
Topographischer Detailplan zu Mitte des 14. Jahrhunderts

Nur wenige Jahrzehnte später, 1350, findet sich erneut eine auffällige Erwähnung des Ortes im Liber censuum des Baldemar von Petterweil, der seinerzeit Kanoniker des St.-Bartholomäus-Stifts war. Im vorgenannten, noch heute erhaltenen Buch lieferte er die früheste bekannte topographische Beschreibung der Frankfurter Altstadt. Zu den Querverbindungen der Bendergasse und Saalgasse schrieb er: „Sancti Spiritus et Doliatorum duo, orientalis Domus macellorum, occidentalis vicus artus Vitrorum“.
Eine weitere Niederschrift Baldemars aus dem 14. Jahrhundert, der Liber redituum, differenziert noch feiner in ein domus macellorum orientalis und ein domus macellorum occidentalis, also ein rechtes und ein linkes „Haus der Fleischbänke“. Die offenbar schon damals besondere, öffentlich durchgängige Form der Bauten wird dadurch betont, dass er es anderen, reinen Durchgängen gegenüber gleichwertig beschreibt, in seiner Wortwahl (domus) aber explizit von einer gewöhnlichen Gasse (vicus) abgrenzte.

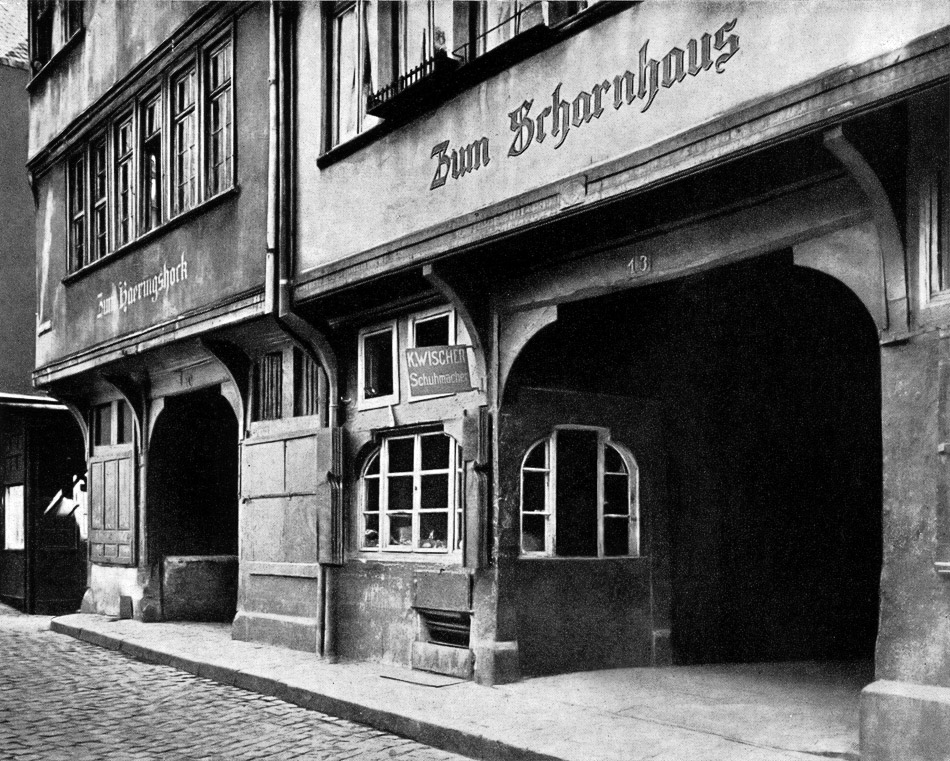
Spätgotische Erdgeschosse der Häuser Bendergasse 11 u. 13, Fotografie von Carl Abt, um 1910

Weit über 100 Jahre später erlaubt 1481 ein Eintrag im Vikarienbuch des St.-Bartholomäus-Stifts wieder Rückschlüsse auf die Scharnhäuser, wo es heißt: „sub domo et tecto macellorum super celario dicto daz gewelbe“. Demnach muss damals bereits ein Haus mit Gewölbekeller an der Stelle der Scharnhäuser existiert haben. Die Existenz eines solchen Gewölbekellers unter den Scharnhäusern wurde spätestens in den Altstadtgrabungen nach dem Zweiten Weltkrieg bestätigt und in den Kelleruntersuchungsberichten der Jahre 1954/1955 auch explizit erwähnt. Darüber hinaus war ein Kragstein am Haus Saalgasse 20 mit 1546 datiert.
Wann genau aus den Fleischschirnen zwei Häuser wurden, kann aus den vorgenannten spärlichen Informationen nicht mehr eindeutig geklärt werden. Vieles deutet vor allem aufgrund der Angaben Baldemars von Petterweil auf das 14. Jahrhundert, doch die Formensprache der hier im 20. Jahrhundert noch befindlichen, ohnehin barockisierten Gebäude ließ nur einen allenfalls spätgotischen Kernbau der Übergangszeit, also ungefähr der Jahre 1470–1550, erkennen, dem der weitaus größte Teil der Frankfurter Altstadt zuzurechnen war. Wichtigste Anhaltspunkte hierfür sind die nur noch geringen Auskragungen der Gebäude, die ornamentale Behandlung der noch ursprünglichen Erdgeschosse an der Bendergasse sowie der Kragstein mit einer zeitlich passenden Datierung.

### Das städtebauliche und wirtschaftliche Umfeld

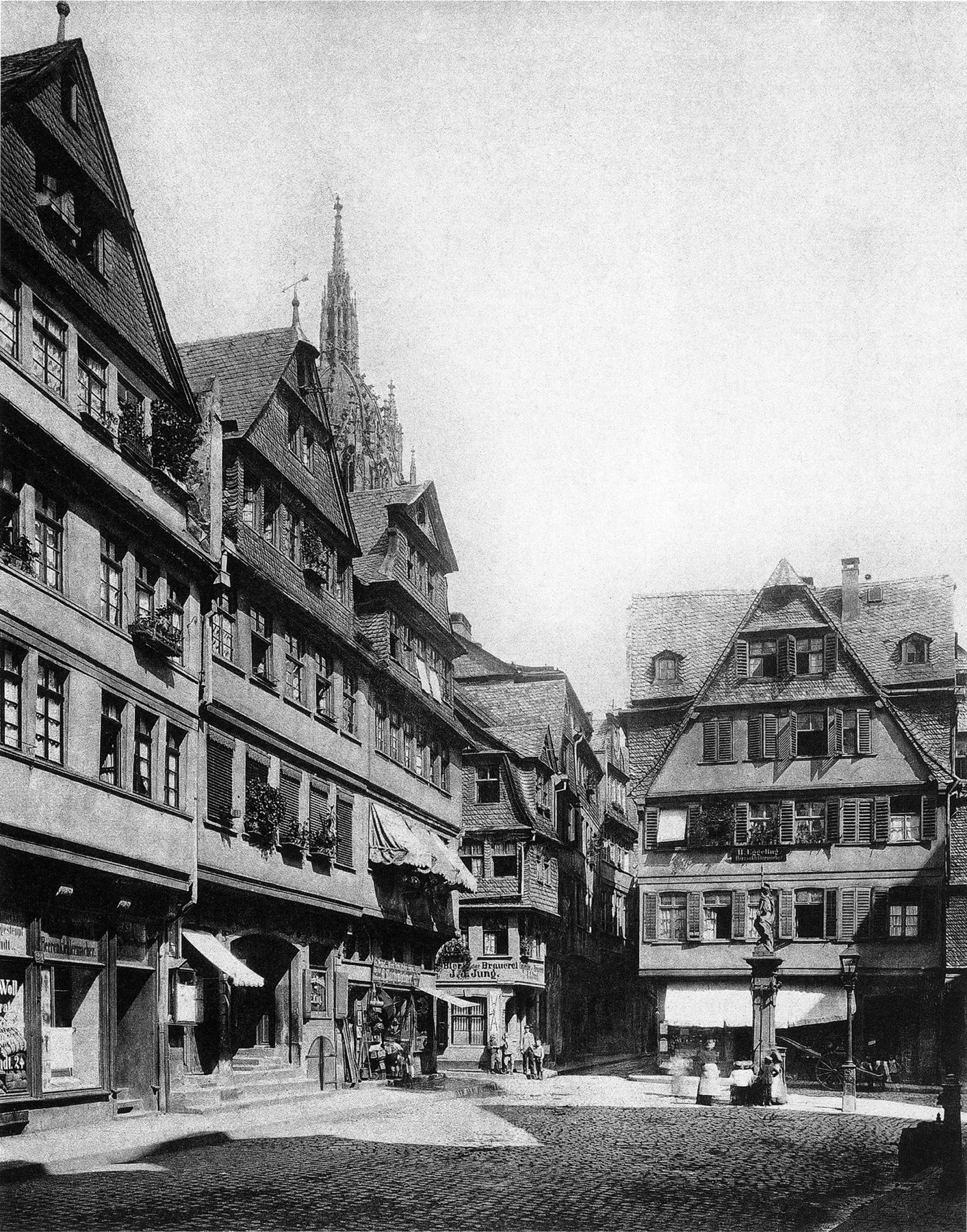
Heilig-Geist-Plätzchen mit den Scharnhäusern nach Osten, Fotografie von C. F. Mylius, um 1880

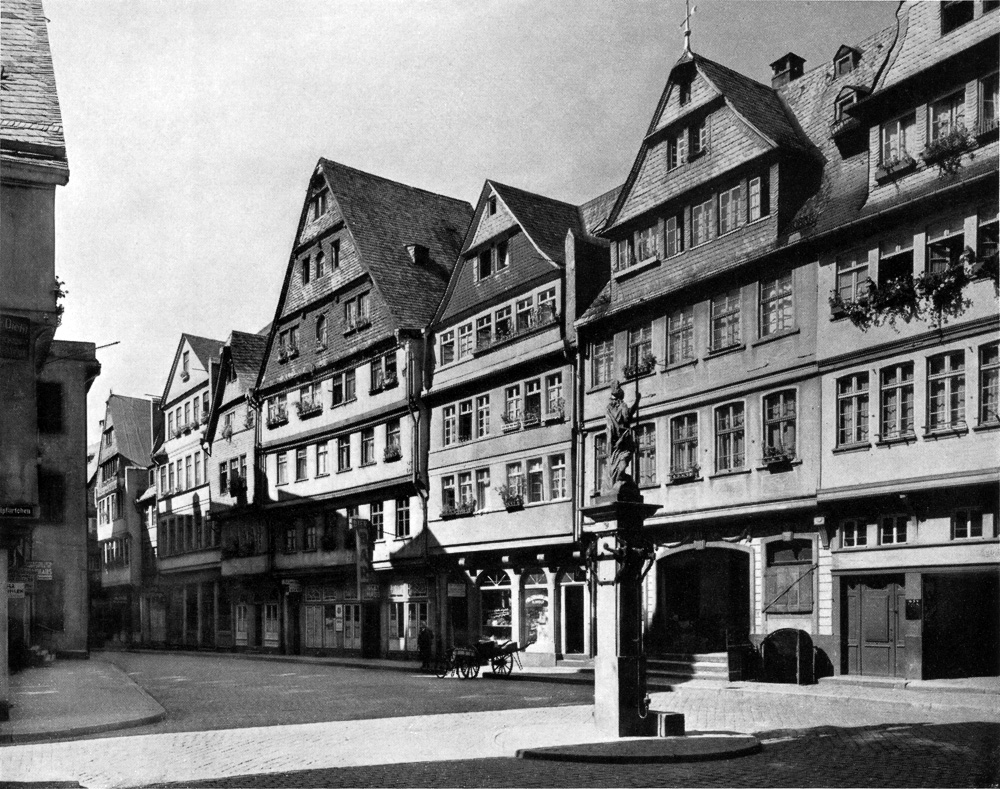
Heilig-Geist-Plätzchen mit den Scharnhäusern nach Westen, Fotografie wohl von C. Abt, um 1910

Das Heilig-Geist-Plätzchen, an dem die beiden Scharnhäuser standen, war eine trichterförmige Platzanlage auf ungefähr halber Länge der Saalgasse. Östlich davon begann das älteste, ab Mitte des 12. Jahrhunderts nachweisbare Frankfurter Judenviertel, das sich bis zum Garküchenplatz östlich des Doms erstreckte. Erst nach der zwangsweisen Umsiedelung der Juden in ein Ghetto ab Mitte des 15. Jahrhunderts ging der Name der Saalgasse auf den von ihnen bewohnten Straßenabschnitt über. Für den wohl schon in karolingischer Zeit bedeutenden, innerhalb der ältesten Stadtmauer gelegenen Straßenzug (vgl. vorherigen Abschnitt) lassen sich, wie überall in der Altstadt, sakrale und öffentliche Bauten urkundlich ab dem 13., die Privatbauten dann lückenlos ab dem frühen 14. Jahrhundert nachweisen.
Nach dem staufischen Saalhof aus dem 12. Jahrhundert, der der Saalgasse ihren Namen gab, war ein Kirchenbau mit Krankenhalle das wohl älteste Gebäude des Straßenzuges, das 1267 erstmals bezeugte Heiliggeistspital. Die Spitalkirche stand im Süden des Platzes, direkt gegenüber den späteren Scharnhäusern. Südöstlich, in der sich hier eröffnenden Metzgergasse, gelangte man durch ein spitzbogiges Portal in einen umbauten Innenhof mit den Versorgungsgebäuden, die mit ihrer Rückseite teils direkt auf die Stadtmauer am Main stießen. Die 1840 abgerissene Anlage gab sowohl dem davorliegenden Plätzchen als auch dem westlich davon gelegenen Gässchen und dem Stadttor am Main seinen Namen – Am Geistpförtchen und das eigentliche Geistpförtchen.

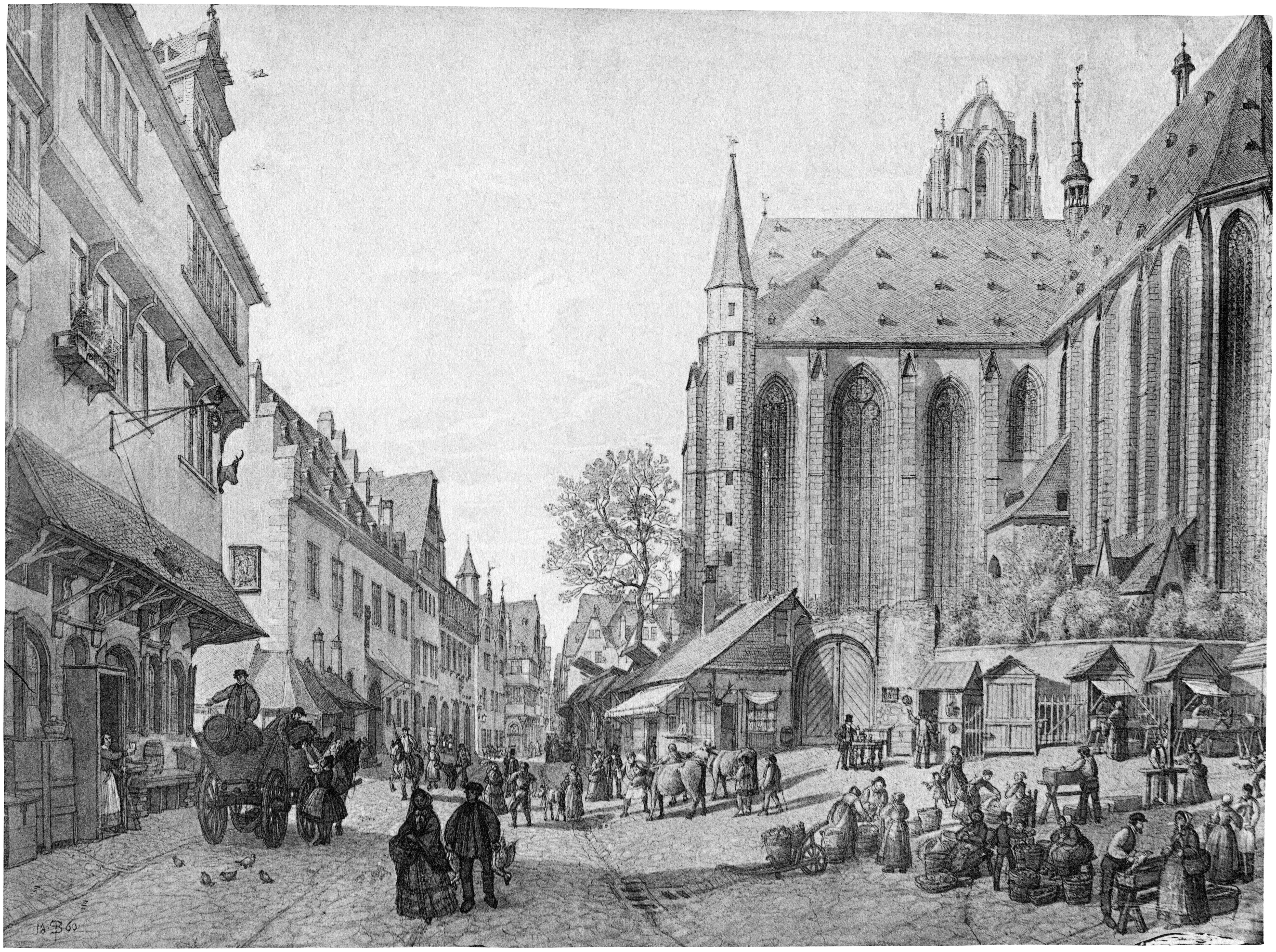
Weckmarkt mit Blick Richtung Saalgasse, Zeichnung von Peter Becker, 1860

Spätestens seit den 1320er Jahren befand sich auch eine große Brotverkaufsstelle, genannt Brothalle, am Heilig-Geist-Plätzchen. Nach der Einrichtung hieß der ganze Platz damals auch Weck- oder Brotmarkt. Die Brothalle nahm den Platz zweier später erbauter Gebäude östlich der Scharnhäuser ein, bis sie wohl um 1555 abgerissen wurde. Der Rat hatte im selben Jahr einen Beschluss erlassen, der es den Bäckern verbot, dort weiter ihr Brot zu verkaufen, und als zukünftigen Verkaufsort zunächst den Kreuzgang des Barfüßerklosters bestimmt. Später etablierte sich der Brotverkauf dann südlich des Doms an der Stelle, die noch heute Weckmarkt heißt.
Somit standen die Scharnhäuser an einem der wichtigsten Plätze zwischen Dom und Römer, der aufgrund der vielen Versorgungsgebäude wohl nicht nur als Markt diente, sondern auch ein Punkt gesellschaftlichen Austauschs war. Mit dem Heiliggeistspital im Süden, dem Kern des Metzgerviertels im Südosten, der Brothalle und den Fleischschirnen im Norden sowie ungefähr gleich langen Laufwegen zu allen übrigen wichtigen Plätzen der Kernaltstadt befanden sich die Häuser in überaus prominenter und auch für das zweimal jährlich wiederkehrende Messgeschäft einträglicher Lage.

### Die weitere Entwicklung in der frühen Neuzeit
Die weitere Geschichte bis in die Barockzeit liegt, von einigen allgemeinen Informationen abgesehen, im Dunkeln. Stadtgeschichtsschreiber und -topograph Johann Georg Battonn zeigte noch einige urkundliche Nennungen der Gebäude bis ins 17. Jahrhundert auf, die ohne weitergehende Quellenforschungen jedoch kaum in einen Zusammenhang zu bringen sind. Insbesondere die Besitzerhistorie ist komplex und schwierig zu rekonstruieren, da die Häuser in verschiedenste Teile geteilt waren, die nicht nur unterschiedliche Besitzer, sondern auch verschiedenste Nutzungen (Läden, Wohnungen etc.) hatten.

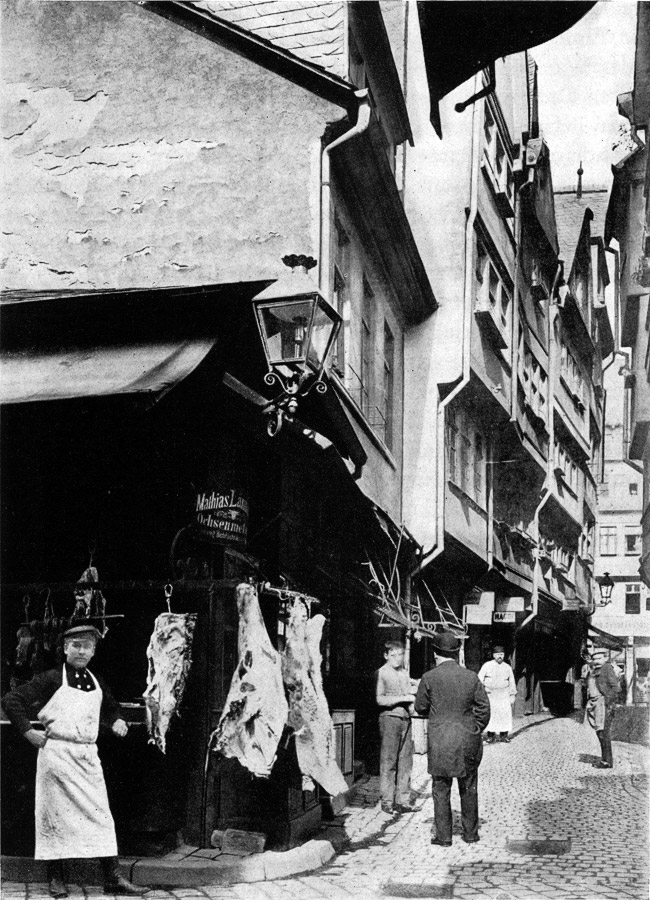
Lange Schirn, Fotografie von C. Abt, 1911

Nachdem die Scharnhäuser bis in die frühe Neuzeit hinein offenbar nur dem Fleischverkauf gedient hatten, aus dem sie einst entstanden waren, trat Ende des 16. Jahrhunderts ein Wandel ein, der den Gebäuden ihre bis in die Moderne erhaltenen Namen gab. 1581 wurde erstmals statt vom domus macellorum vom domus salsamentarium gesprochen, und 1586 findet sich urkundlich die Bezeichnung als Fischhaus. Offenbar Anfang des 17. Jahrhunderts etablierte sich dann die tradierte Bezeichnung als Alte und Neue Häringshock, wobei das Haus Saalgasse 20 die Bezeichnung aufgrund seines Namens früher als Saalgasse 22 erhalten haben muss.

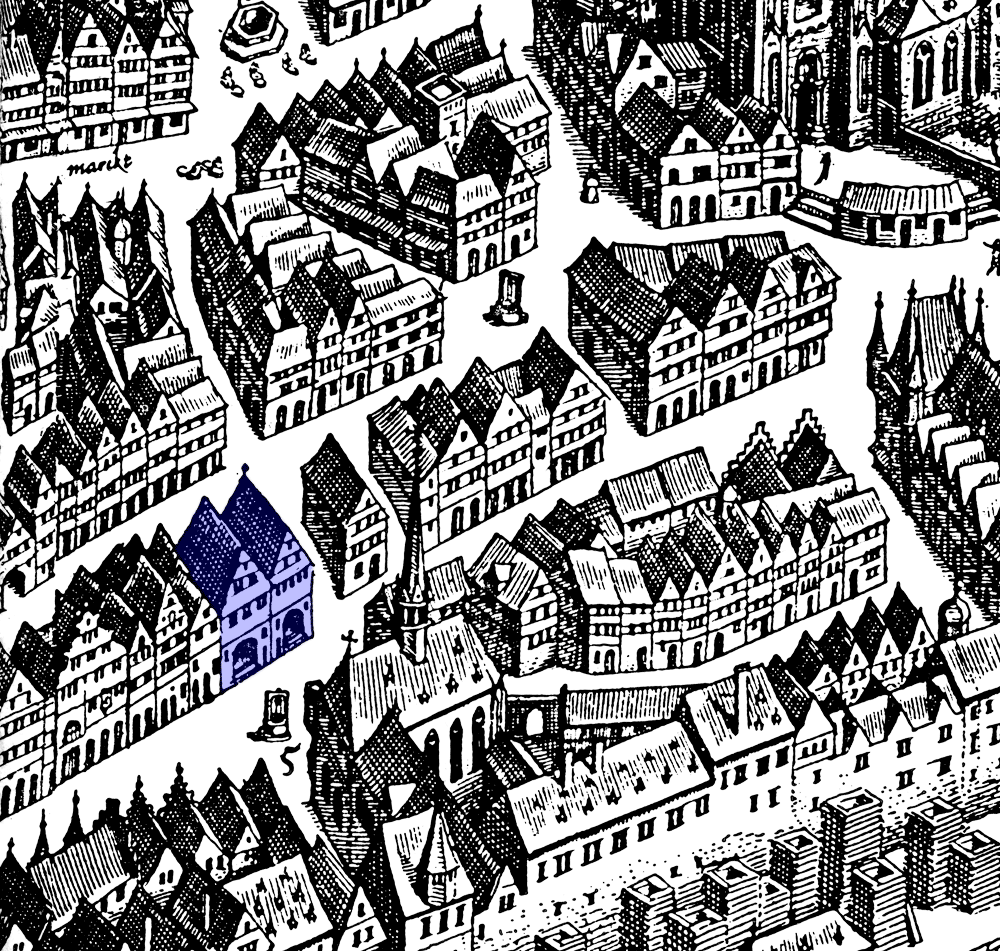
Scharnhäuser und das Heilig-Geist-Plätzchen, 1628

Was dazu führte, dass sich der Fischverkauf in der Achse des alten Metzgerviertels zwischen dem Neuen Roten Haus am Markt, entlang der Langen Schirn bis hinab zur Metzgergasse etablieren konnte, lässt sich nicht mehr klären. Obwohl der Verkauf gesalzener Heringe aufgrund der damit verbundenen Geruchsbelästigung vom Rat Anfang des 18. Jahrhunderts auf den Garküchenplatz östlich des Doms verlegt wurde und die Häuser wieder in den Besitz von Metzgern gelangten, blieb ihnen im Volksmund der eigentümliche Name erhalten.
Bezüglich des äußeren Erscheinungsbildes der Häuser sind die ersten Stadtpläne des 16. Jahrhunderts, insbesondere der aus Sebastian Münsters Cosmographia von 1545 sowie der Belagerungsplan der Stadt von 1552 wenig ergiebig. Es lassen sich höchstens zweistöckige, giebelständige Häuser ohne die baulichen Besonderheiten der Scharnhäuser erkennen. Einen exzellenten Detailgrad weist dagegen, wie so oft, der Merian-Plan von 1628 auf, auf dem sich sogar die Haustüren, spätere Veränderungen an den Gebäuden subtrahiert, an der Stelle befinden, wo sie noch bis 1944 zu sehen waren. Der Plan zeigt die Gebäude ferner mit den breiten Erdgeschossdurchgängen, Messläden sowie zwei Dachgeschossen. Nicht zu erkennen sind dagegen die Lichthöfe zwischen den Gebäuden an der Bender- und der Saalgasse, die sich aus der Doppelhaussituation zwangsläufig ergeben mussten.

### Der Rechtsstreit um die Alte Häringshock
Mitte des 18. Jahrhunderts, als die Scharnhäuser nach dem Ende des Heringsverkaufs wieder in den Händen von Metzgern waren, gehörte die Alte Häringshock dem Metzgermeister Nikolaus Hemmerich, das Nachbarhaus seiner verwitweten Mutter. Da die Vermietung der Häuser im Altstadtkern insbesondere zu Messzeiten sehr einträglich war, beschloss Hemmerich 1767, den überbauten Raum seines Hauses zu vergrößern. Weil der Durchgang die beträchtliche Höhe von rund 14,75 Fuß, also über 4 Metern aufwies, sah er in der Einrichtung eines etwa 6,5 Fuß (knapp über 1,80 Meter) hohen Stübchens, das von oben in den Durchgang gezimmert werden sollte, den einfachsten Weg, seine Mieteinnahmen zu steigern.

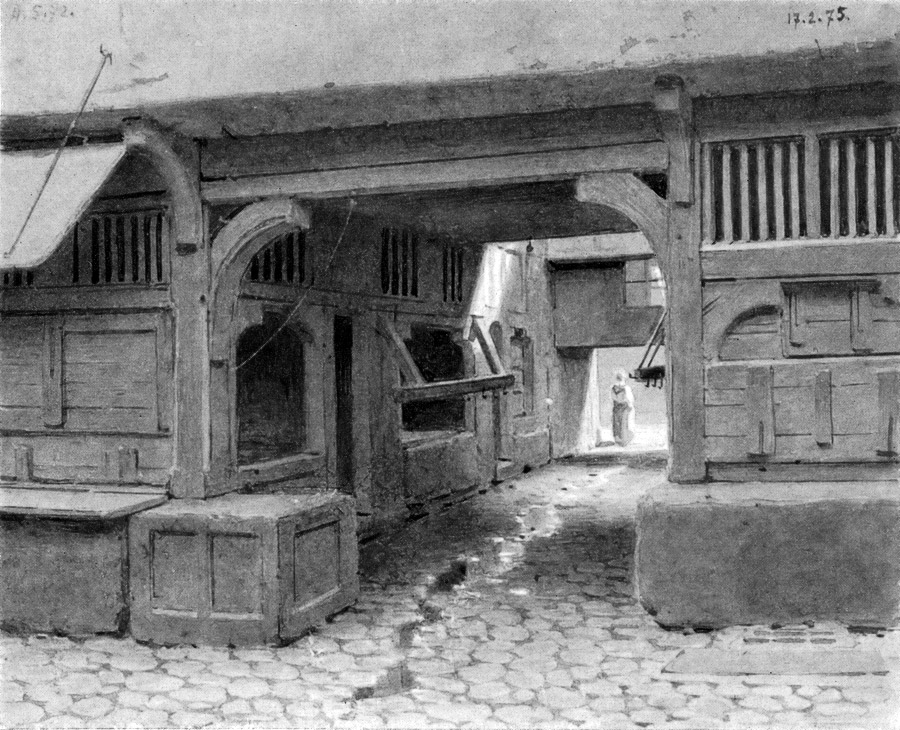
Blick durch den Gang der Alten Häringshock mit dem umstrittenen Stübchen, Aquarell von C. T. Reiffenstein, 1875

Da Hemmerich jedoch nicht das gesamte Haus gehörte, legten sowohl Bewohner, deren Wohnung zum inneren Lichthof des Gebäudes zeigte, als auch die Inhaber von Geschäften im Erdgeschoss gegen das Vorhaben Protest ein. Sie kritisierten vor allem die durch die Maßnahme drohende weitere Verringerung des natürlichen Lichts sowie den nicht mehr gewährleisteten Zugang für die Feuerwehr im Brandfalle. Dieser Argumentation schloss sich dann auch das Bauamt an und erteilte einen abschlägigen Bescheid.
Aufgrund der hohen durch die bauliche Erweiterung zu erwartenden Mehreinnahmen kam es – nach einem gescheiterten Vergleichsversuch – zum Gerichtsprozess vor dem Frankfurter Schöffengericht. Dort vertrat Hieronymus Peter Schlosser, der Bruder von Johann Wolfgang Goethes Schwager Johann Georg Schlosser, die Nachbarn, Goethes Onkel Johann Jost Textor trat als Anwalt des Metzgermeisters auf. Im Verlauf des Prozesses wurde schließlich eine auswärtige Schiedsinstanz angerufen, deren Urteil im Jahr 1770 das letzte Wort jedoch beim Bauamt beließ, das das Bauvorhaben erwartungsgemäß erneut abschlägig beurteilte. Darüber hinaus hatte sich der Streit mittlerweile dahingehend ausgeweitet, dass nun Zweifel bestanden, ob der Durchgang des Hauses überhaupt als privates oder vielmehr als eine Gasse und somit städtisches Eigentum anzusehen sei. Die Stadt befürchtete hier offenbar einen gefährlichen Präzedenzfall, da es in jener Zeit in der Altstadt hunderte überbauter Gassen und Traufgänge gab, an denen die Eigentumsrechte wohl nicht minder zweifelhaft waren, geschweige denn jemals juristisch behandelt worden waren.

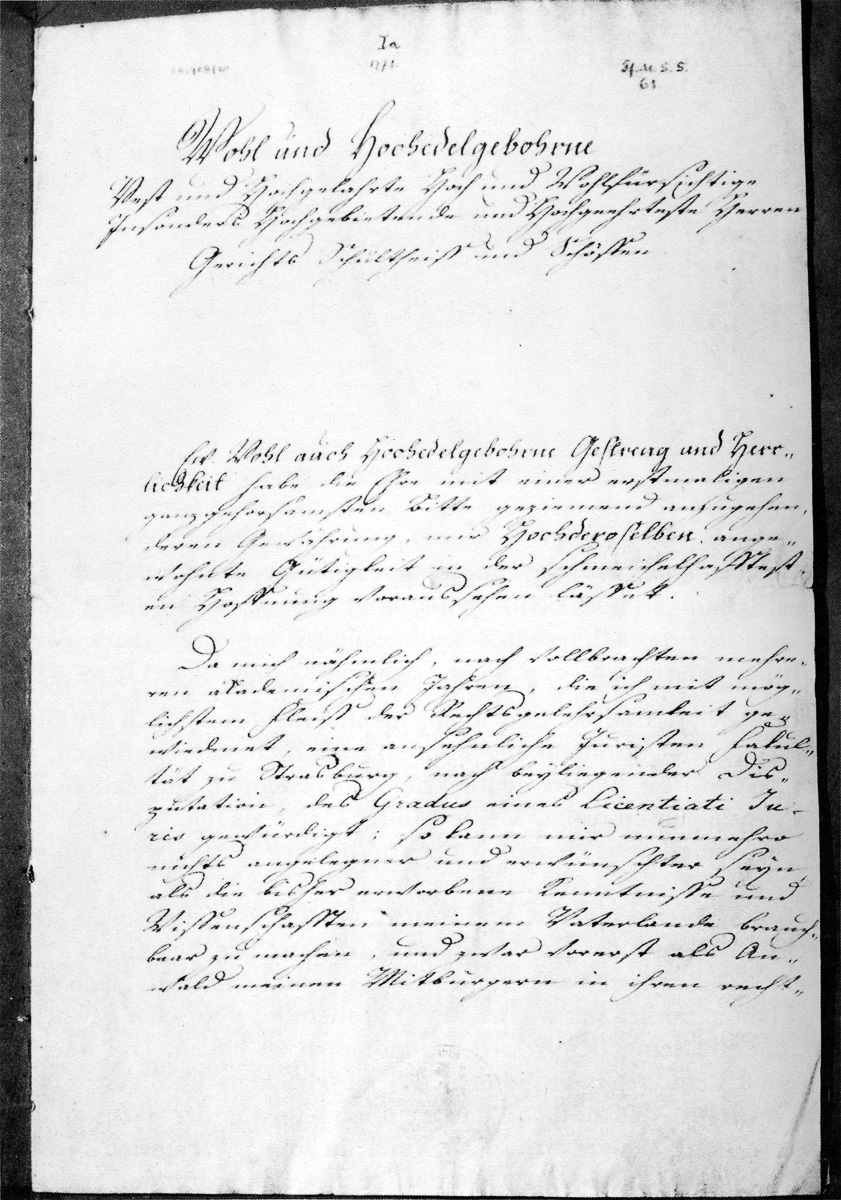
Antrag Goethes auf Zulassung vor dem Frankfurter Schöffengericht vom 28. August 1771

Der Onkel Goethes hatte sich fortan mit Gerhard Matthäus Wallacher auseinanderzusetzen, der vom Bauamt als advocatus fisci mit der Sache beauftragt worden war. Der Fall wurde nun wieder in Frankfurt vor dem Schöffengericht behandelt, ohne dass man jedoch, trotz ausufernden Schriftverkehrs, zu einem Ergebnis kam. Im September 1771 wurde Johann Jost Textor in den Rat der Stadt gewählt und konnte daher sein Mandat nicht mehr weiterführen. Obwohl unbewiesen hat er sicherlich Einfluss darauf genommen, dass Hemmerich den Fall an seinen Neffen Johann Wolfgang Goethe übergab. Im August desselben Jahres als Anwalt zugelassen, war es für ihn erst der zweite Fall überhaupt. Mit einem Schreiben vom 6. November 1771, das einen guten Einblick in die juristische Fachsprache der Zeit bietet, begann seine Tätigkeit:
„Wohl- und Hochedelgebohrne! Demnach in außen rubricierter Sache der Herr Advocatus Fisci nicht nur die in einem venerirlichen Decretdo de 17. Jul. 1771, insinu. 20. Jul. ejusdem anberaumte Frist von acht Tagen, sondern auch wider alles Verhoffen, er werde endlich auch ohngemahnet seine allenfallßige Replic Schrifft beybringen, dies lange Zeit ungehorsamlich vorbey streichen lassen, so finde nunmehro höchstnöthig, Ewre pro praefigendo termino ulteriori eoque praejudiciali gantz geziemend zu bitten. Desuper Ewrer unterthänig gehorsamster Nicolaus Hemmerich. Concept J W Goethe Licentiat.“
Der Prozess zog sich noch über Jahre hin, in denen wieder externe juristische Fakultäten bemüht wurden. Sie forderten die Stadt auf, zu beweisen, dass die Durchgänge auch öffentliches Eigentum seien, was jedoch trotz eingehender Prüfung der Kaufbriefe Hemmerichs und seiner Mutter nicht gelang. Im Rahmen der ständigen Fristverlängerungen mahnte Goethe mehrfach eine Entscheidung an, die schließlich am 29. Juni 1774 von einer auswärtigen Schiedsstelle in Helmstedt zugunsten Nikolaus Hemmerichs getroffen wurde. Obwohl die Stadt nach den Unterlagen der Zeit gar das Reichskammergericht anrufen wollte, existieren weder Akten noch Schriftverkehr über einen solchen Prozess, weswegen der Rat den Plan wohl entweder verwarf oder abgewiesen wurde. Goethe hatte den Prozess somit gewonnen.

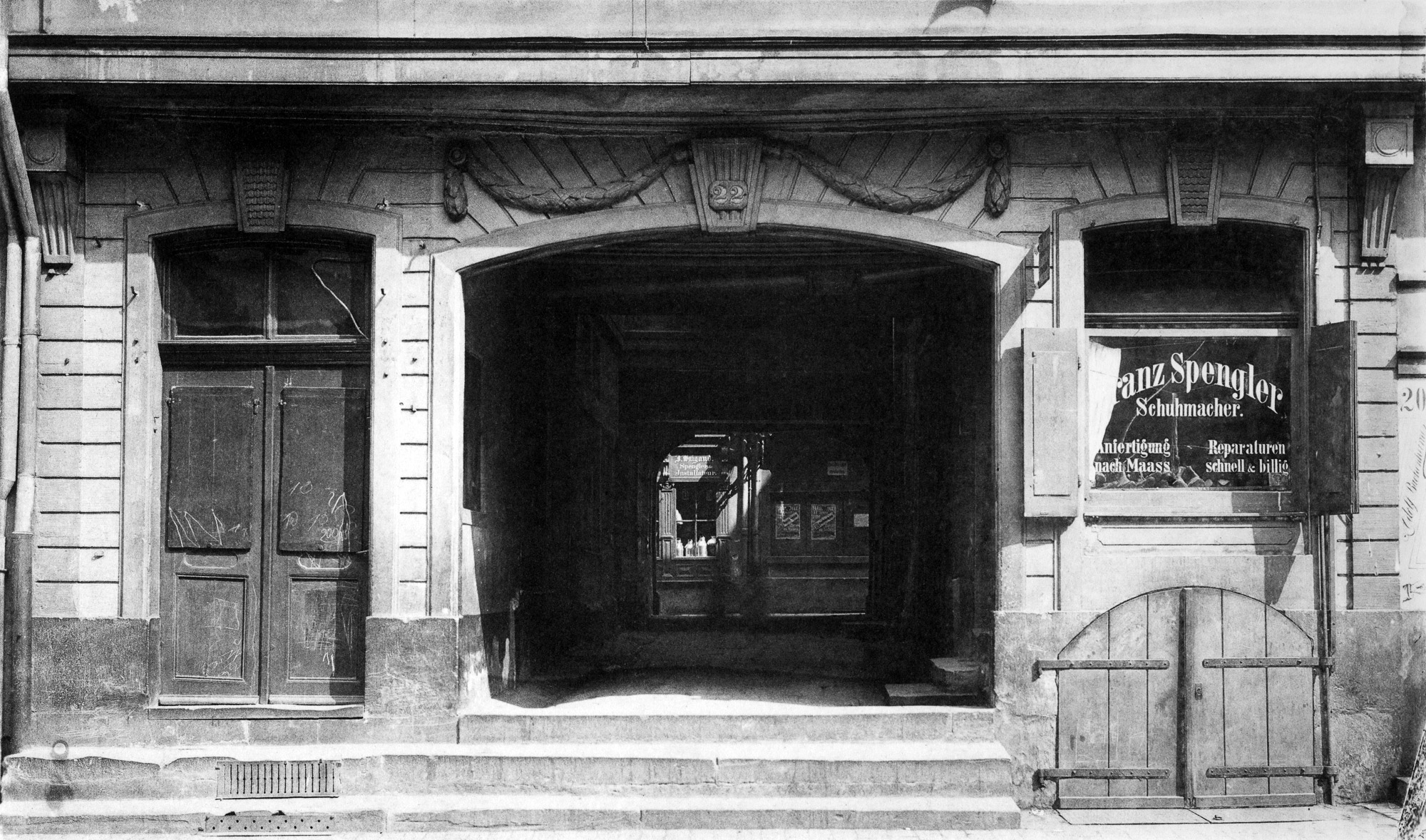
Erdgeschoss der Neuen Häringshock im Stil Louis-seize, Fotografie von C. F. Mylius, um 1880

Nur wenig später muss die bauliche Umgestaltung der Scharnhäuser erfolgt sein. Der genaue Umfang der Umbauten ist aufgrund nicht mehr vorhandener Archivalien heute anhand des Vergleichs von älteren Abbildungen sowie Analogien nur zu vermuten und kann auch nur über das Äußere getroffen werden. So kann etwa sicher gesagt werden, dass es sich um keinen völligen Neubau gehandelt haben kann, da die bis 1944 stehenden Häuser Geschossüberhänge aufwiesen, die Ende des 18. Jahrhunderts durch Bauvorschriften nur noch bei Altbauten erhalten werden durften. Sicher ist ebenso, dass Hemmerichs Haus das eingeklagte Stübchen erhielt; außerdem wurden wohl auch die Obergeschosse stark verändert, um sie mit größeren Fenstern in damals zeitgemäßen Formen zu versehen. Schließlich versah man das nun – entgegen der Abbildung auf dem Plan von 1628 – traufständige Dach mit einem massiven spätbarocken Zwerchhaus.
Das Haus von Hemmerichs Mutter wurde wohl zur gleichen Zeit ganz ähnlich umgestaltet, als das gesamte Erdgeschoss, jedoch unter Erhalt seiner Durchgangshöhe, eine Fassade im Stil Louis-seize erhielt. Das dort zu sehende Zwerchhaus mit der typischen Frankfurter Nase war aber zweifellos weit älter, was auch zum Dach passt, das eine steilere Neigung als das Nachbarhaus aufwies. Bemerkenswert und kennzeichnend für die komplizierten Besitztumsverhältnisse ist, dass die Umbauten die Hausrückseiten an der Bendergasse völlig aussparten, die so ihren spätgotischen Charakter wahrten. Vom Inneren erschließt sich aus den Prozessakten nur, dass das Haus von Hemmerich auf vier Säulen stand, Details der Konstruktion, wie sie etwa vom baulich eng verwandten Neuen Roten Haus am Markt überliefert sind, fehlen völlig.

### 19. und 20. Jahrhundert, Zweiter Weltkrieg und Gegenwart

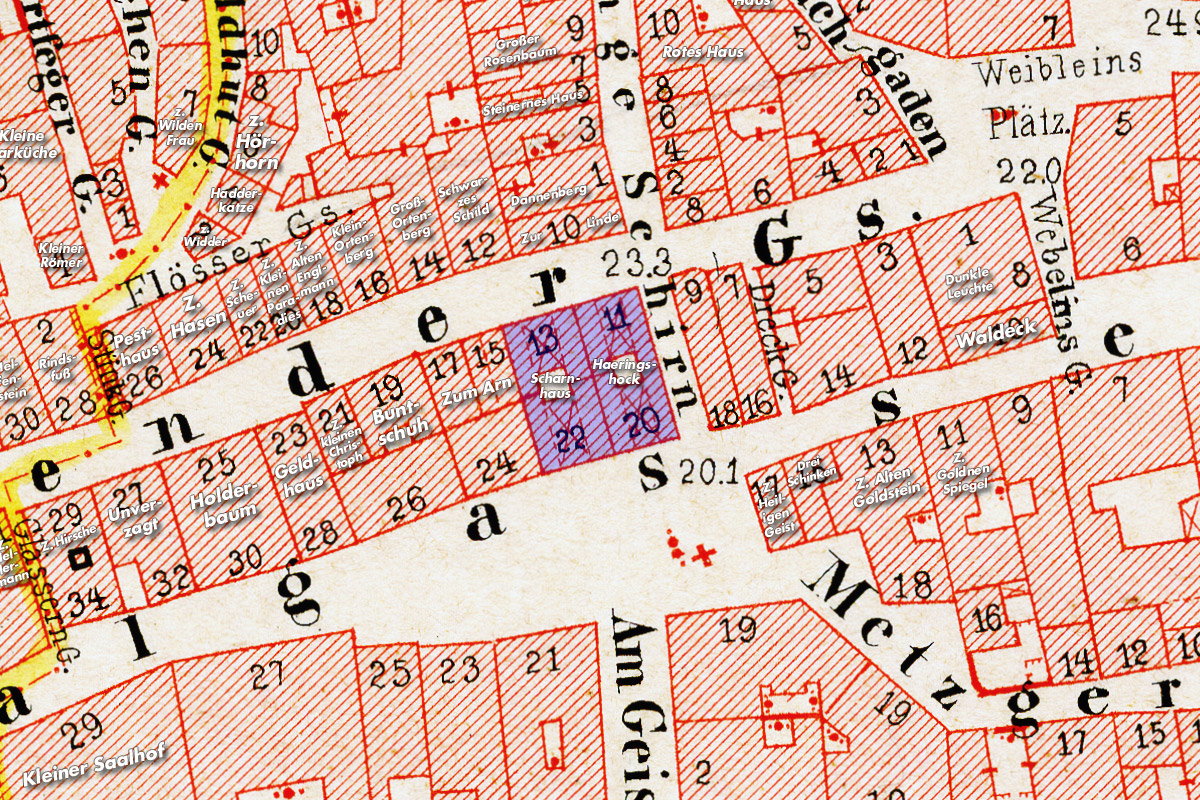
Gebäude auf dem Ravenstein-Plan Frankfurts von 1862

Im beginnenden 19. Jahrhundert setzte ein radikaler Wandel in den Strukturen der Altstadt ein. Schon in der Barockzeit erfuhr das spätgotische Ensemble zwischen Dom und Römer aus Sicht herrschender Architekturideale nur noch geringe Wertschätzung. Nach dem Wegfall der Stadtbefestigung bis etwa 1820 entstanden binnen weniger Jahrzehnte rund um den alten Stadtkern repräsentative klassizistische, später dann auch gründerzeitliche Wohnviertel. Zunächst die Ober-, dann auch die Mittelschicht verließ die seit Generationen genutzten Stammhäuser im alten Stadtkern, und überließ die Altstadt vor allem Arbeitern, die infolge der industriellen Revolution in die Stadt strömten, die ihnen nicht ausreichend bezahlbaren Wohnraum bieten konnte. Mit der schwindenden Bedeutung der klassischen Messe sowie dem endgültigen Niedergang des Zunftwesens 1864 zerfielen weitere seit Jahrhunderten unveränderte Fixpunkte in den altstädtischen Strukturen binnen weniger Jahre.
Dennoch kam es nicht wie in vielen anderen ehemaligen Reichsstädten zu einer starken historistischen Überformung oder gar einem Abriss der Altstadt. Insbesondere der wertvollste Teil zwischen Dom und Römer blieb weitgehend unangetastet, obgleich hier um 1900 nicht selten mehr als ein Dutzend Familien unter wortwörtlich mittelalterlichen Bedingungen in unsanierten Wohnungen hausten, die durch Aufteilung einst geräumiger, jedoch nur für eine Familie gedachter Patrizierhäuser entstanden waren. Auch konnte sich trotz aller Missstände und des damals schlechten Rufs der Altstadt doch manch alte Beziehung erhalten, so finden sich beispielsweise im Adressbuch des Jahres 1877 in den Scharnhäusern neben anderen Berufsgruppen immer noch Metzger.

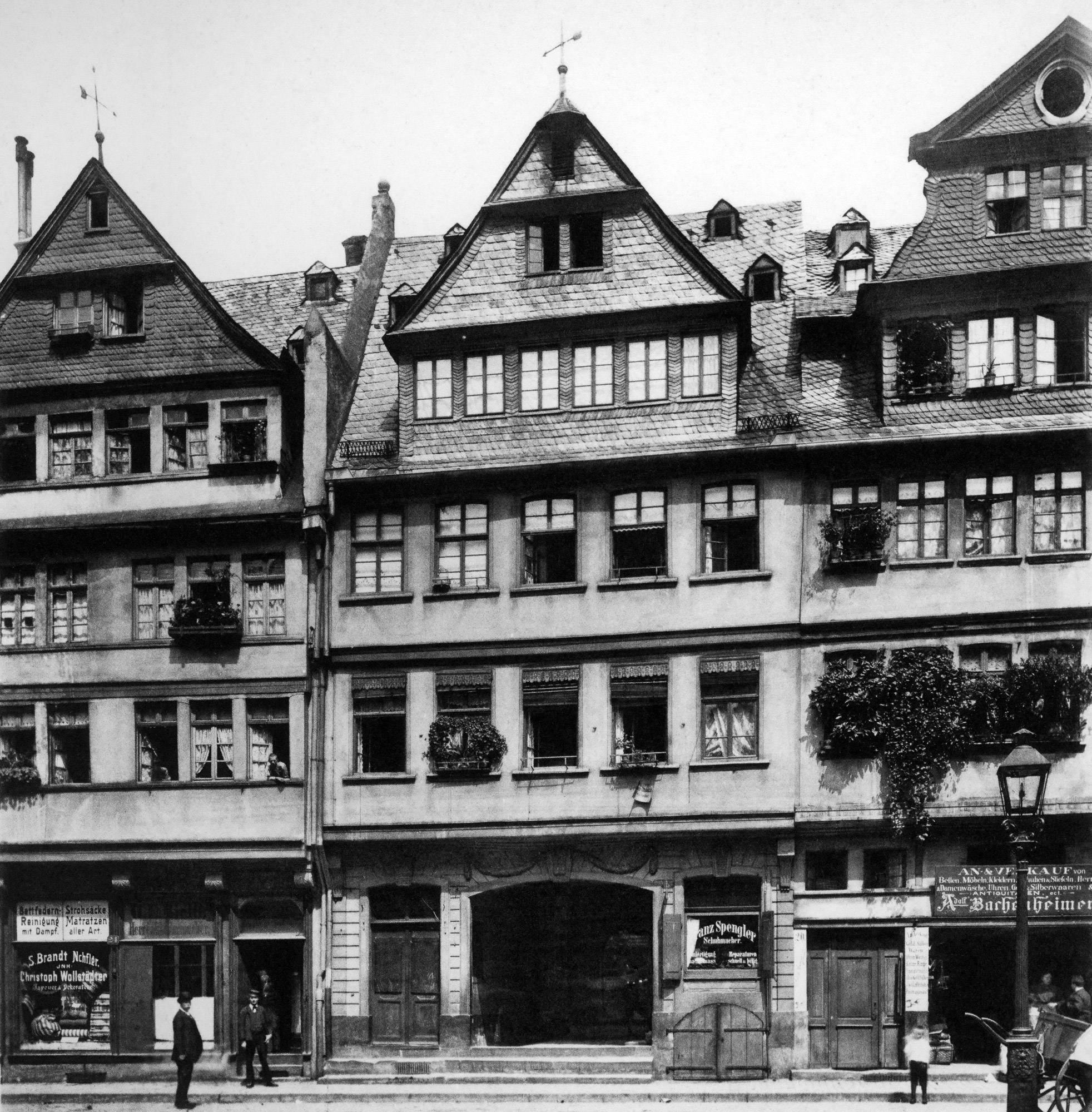
Neue Häringshock nach dem barocken Umbau, Fotografie von C. F. Mylius, um 1880

Im Kaiserreich wurden im Zuge eines ersten Städtetourismus nur Renovierungen einzelner repräsentativer Bauten und Altstadtpartien durchgeführt. Dazu zählte neben dem Roseneck oder dem Fünffingerplätzchen auch das Heilig-Geist-Plätzchen mit dem dahinter aufragenden Domturm, ein nach dem damaligen Verständnis besonders „altdeutsches“ Motiv, das sich auf den frühesten Fotopostkarten der Stadt häufig findet. Wohl auch deswegen sank der Platz weniger herab als manch anderer Bereich der Altstadt. Für eine allgemeine Flächensanierung und Verbesserung der Wohnverhältnisse setzte sich erst ab 1922 der Bund tätiger Altstadtfreunde auf Initiative des Historikers Fried Lübbecke ein. Er schrieb am 7. Juni 1922 in der Frankfurter Zeitung:
„…viele Patrizierhäuser sind zu Magazinen erniedrigt – kurz: Lieblosigkeit und Überbevölkerung bei Mangel an kulturell höherstehenden Familien, hohes bauliches Alter und geringe Mieterträge, nicht zuletzt Dirnen und ihr Anhang sorgen dafür, daß es in unserer Altstadt nicht so steht, wie es im Interesse dieses ganz einzigartigen Denkmals deutscher Kunst und Vergangenheit sein sollte…“
1924 erfolgte dann auch die Sanierung der Scharnhäuser, bei der man u. a. historistische Umbauten entfernte und ihren alten Anstrich sowie die Bemalung mit Louis-seize-Ornamentik an der Neuen Häringshock wiederherstellte. Schließlich erhielt die Alte Häringshock eine Gedenktafel mit der Aufschrift:
1771–1772
weilte Johann Wolfgang
Goethe
als Advokat des Metzger-
meisters Hemmerich oft in
diesem Hause und gewann
für das Grundstück seinen
ersten Proceß.

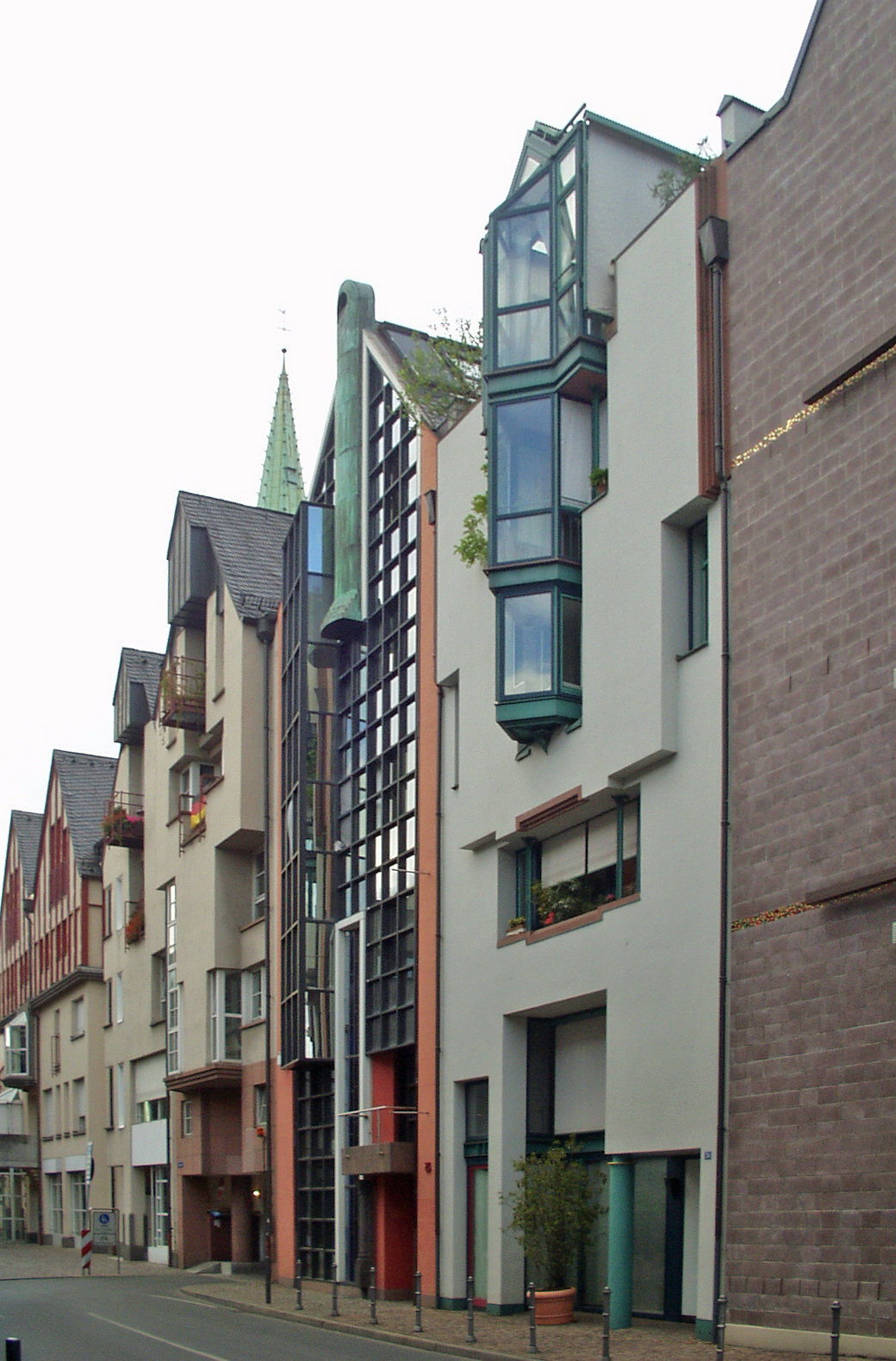
Postmoderne Stadthäuser in der Saalgasse, 2007

Unter der nationalsozialistischen Herrschaft wurde die Altstadtgesundung mit dem Ziel einer grundlegenden Sanierung der Bausubstanz der Altstadt fortgeführt. Bis Anfang der 1940er Jahre hatte man etwa 600 Gebäude gründlich saniert, viele andere äußerlich renoviert. Noch im selben Jahr wurde Frankfurt das erste Mal Ziel von Luftangriffen, die jedoch bis Ende 1943 nur geringe Schäden anrichteten. Erst im März 1944 trafen mehrere Großangriffe Frankfurt und lösten einen Feuersturm aus, der die gesamte mittelalterliche Altstadt vernichtete. Auch die Scharnhäuser, hinter ihrer barocken Verschalung bis aufs Erdgeschoss hinab aus Holz errichtet, brannten restlos nieder.
Bis etwa 1950 wurden die Trümmer der Altstadt zwischen Dom und Römer, darunter auch zahlreiche wiederaufbaufähige Erdgeschosse aus Sandstein, restlos abgeräumt. Vom Römerberg aus bot sich eine seit mehr als einem Jahrtausend nicht mehr gewesene Situation eines riesigen unbebauten Platzes. Die fast überall erhaltenen, oft noch bis zur Stadtgründung zurückreichenden Keller, auch die der Scharnhäuser, mussten nach ihrer archäologischen Dokumentation in den folgenden Jahrzehnten u. a. für den Bau einer Tiefgarage sowie der U-Bahn-Station Dom-Römer Platz machen. In den 1980er Jahren wurde im Zuge der Rekonstruktion der Bebauung des Samstagsberges – im Volksmund historisch unrichtig Ostzeile – auch die Saalgasse in postmodernen Formen neu bebaut. Auf den Parzellen der Scharnhäuser befindet sich allerdings der Südflügel der damals ebenfalls errichteten Kunsthalle Schirn, die hier in die Blockrandbebauung hineinragt. Somit erinnert heute nichts mehr an die einstige Frankfurter Goethestätte.